# Каротин

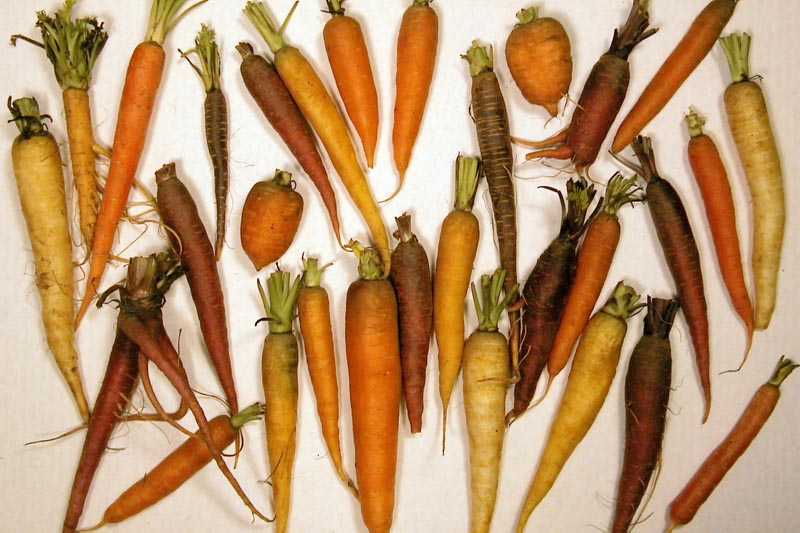
Рослини забарвлені завдяки каротину

Кароти́н (лат. carota —морква) — C40H56, жиророзчинний помаранчево-жовтий пігмент з групи каротиноїдів, попередник вітаміну А.

## Загальні відомості

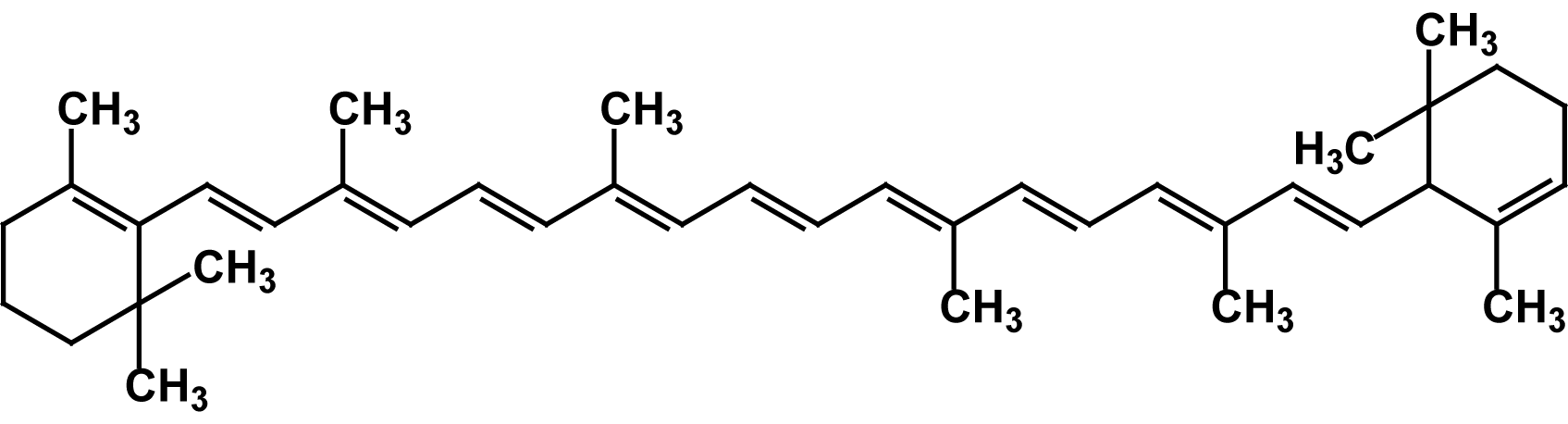
α-каротин

β-каротин

γ-каротин

δ-каротин

Синтезується рослинами, особливо багато його у листі при переході рослин до цвітіння. Багате на каротин коріння моркви (в деяких сортах 31 мг%). звідси його назва, крім того з них він був вперше виділений. Також багато каротину містять такі плоди, як шипшина, обліпиха, смородина, горобина. Як попередник вітаміну А каротин відіграє важливу роль у організмі тварин. Він поліпшує плодючість тварин, ріст та розвиток молодих особин, захищає від ксерофтальмії. Роль каротину у організмі рослин досліджена не повністю. Судячи за все він бере участь у процесах фотосинтезу, дихання та росту рослин. Каротин здатний легко утворювати перекиси, в яких молекула кисню приєднується в місці подвійного зв'язку, а потім може брати участь у окисленні різноманітних сполук.
Найпоширеніші у природі два стереоізомери — α- та β-каротини, молекули яких містять по два шестиатомних циклічних радикали. Також виділяють γ- та δ-каротин, що містять у молекулі один циклічний радикал.

## Значення для людини
З декількох ізомерів каротину для людини має найбільше значення β-каротин, в організмі він є найактивнішим. Його значення полягає в тому, що він є попередником вітаміну А, також науково доведені його властивості як антиоксиданту. Якщо людиною споживається велика кількість каротину, частина його утворює необхідну кількість вітаміну А, частина що залишилась, діє у клітинах як антиоксидант, на рівні клітинних мембран він нейтралізує дію вільних радикалів, що утворюються у організмі, й можуть призвести до виникнення злоякісних пухлин. Вітамін А забезпечує нормальний фізіологічний стан шкіри, також він стимулює утворення слизу епітеліальними клітинами слизових оболонок (органи дихання, кишка, сечовивідні канали). Крім того, він відіграє важливу роль у функціонуванні органів зору (є компонентом світлочутливого білка сітківки ока).

## Ознаки недостатності
- Ураження шкіри (сухість, гнійні висипання, злущування)
- Підвищення ризику ураження респіраторними захворюваннями
- Втрата зору у сутінках
- Сухість рогової оболонки ока
- Поганий ріст кісток у дітей, біль у суглобах
- Ураження зубної емалі
- Втрата ваги
- Уповільнення статевого дозрівання у дітей, статеві дисфункції у дорослих

## Харчова добавка E160a
У промисловості каротин (харчова добавка E160a) або синтезується хімічним способом, або добувається з продуктів, багатих каротином. Залежно від типу виробництва добавка Е160а ділиться на два підтипи: бета-каротин синтетичний (добавка E160a (i)) та екстракти натуральних каротинів (барвник E160a (ii)).